# アブディウェリ・モハメド・アリ
アブディウェリ・モハメド・アリ（ソマリ語: Cabdiweli Maxamed Cali, アラビア語: عبدويلي محمد علي, ラテン文字転写: Abdiweli Mohamed Ali、通称ガース Gaas）は、ソマリアの経済学者、政治家。2011年から2012年、ソマリア暫定連邦政府の首相を務めた。2014年から2019年までプントランド大統領。ソマリ族出身。

## 経歴
ソマリアの北東部、今日のプントランド地域の出身。出身氏族はダロッドのマジェルテーン支族。ソマリアとアメリカ合衆国の市民権を持つ 。
アメリカ合衆国の数校で大学教育を受けた。 ハーバード・ロー・スクールで行政学の修士号を、ヴァンダービルト大学で経済学の修士号を、ジョージ・メイソン大学で経済学のPh.D.を取得している。
ソマリアに帰国するまではニューヨーク州のナイアガラ大学で経済学の教授をしており、専門は財政学、公共選択論、国際貿易。
2010年6月12日、アリは当時のソマリア首相モハメド・アブドゥライ・モハメドに認められ、ソマリア暫定連邦政府の計画・国際協力担当長官に任命された。アリは担当職務の専門家として重要な役割を果たした
2011年6月19日、辞任したモハメド・アブドゥライ・モハメドの後を受けてソマリアの首相代理に指名され、6月23日に正式な首相に指名、6月28日に就任。モハメドの辞任は暫定連邦政府の統治期間を1年間延長するための条件だった。
2012年、暫定政府から新政府への移行とともに辞職した。
2014年1月8日、アブドゥルラフマン・モハムード・ファロレの後を受けてプントランドの大統領となった。なお、この選挙の最終候補者11人は、アリを含めて全員マジェルテーン支族出身だった。再選をかけた2019年1月8日の議会における大統領選挙では第1回目の投票で落選し、同日中に退任。